# Angeria Paris VanMicheals
Angeria Paris VanMicheals (nacida el 25 de julio de 1993) es una intérprete drag estadounidense que compitió en la decimocuarta temporada de RuPaul's Drag Race y es la ganadora de la novena temporada de RuPaul's Drag Race: All Stars (2024).

## Primeros años
Angeria Paris VanMicheals es de Sparta, Georgia.

## Carrera

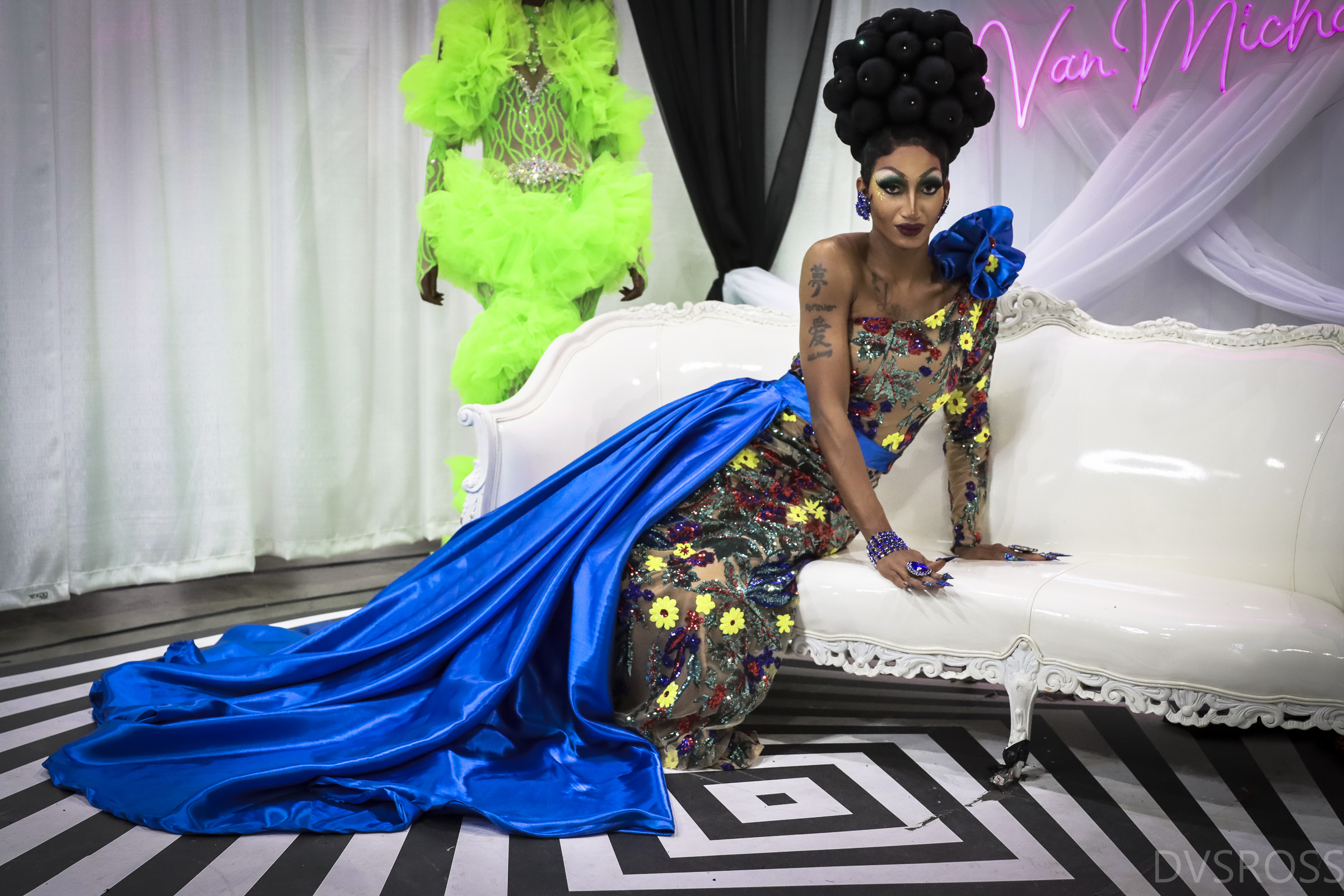
Angeria Paris VanMicheals en la RuPaul's DragCon LA, 2022

Angeria Paris VanMicheals es una drag queen que ha descrito su estilo como "desfile, glamuroso y campestre". Joseph S. Pete, de The Times of Northwest Indiana, la definió como "el epítome del encanto sureño, el glamour y el desfile drag de Atlanta en su máxima expresión".
Angeria Paris VanMicheals compitió en la decimocuarta temporada de RuPaul's Drag Race, durante la cual tuvo un "incipiente romance en pantalla" con su compañera Lady Camden. Ganó dos desafíos, incluido uno con el tema de la pasarela  "Night of a Thousand Jennifer Lopez's". Angeria Paris VanMicheals escribió su canción para el concurso de talentos en un día e imitó a la ex concursante de Drag Race Tammie Brown para el concurso Snatch Game. Cailyn Szelinski de Screen Rant de incluyó la interpretación en una lista de las diez actuaciones "más extrañas" del programa Snatch Game. Luke Gardner de The Georgia Voice incluyó su aparición en el programa en una lista de "10 eventos que impactaron LGBTQ Atlanta en 2022".
Angeria Paris VanMicheals lanzó su sencillo debut "Call Me Angie" en junio de 2022.

## Vida personal
Angeria Paris VanMicheals vive en Atlanta y es abiertamente gay.

## Discografía

### Sencillos
| Título                              | Año  | Álbum              |
| ----------------------------------- | ---- | ------------------ |
| "Call Me Angie" (Feat. Ocean Kelly) | 2022 | Sencillo sin álbum |

### Sencillos destacados
| Título                                                                                  | Año  | Álbum                         | Ref.   |
| --------------------------------------------------------------------------------------- | ---- | ----------------------------- | ------ |
| "Save a Queen" (con el elenco de RuPaul's Drag Race, Temporada 14)                      | 2022 | Sencillo sin álbum            | [ 14 ] |
| "My Baby is Love (The RuPremes)" (con Kerri Colby & Lady Camden)                        | 2022 | Sencillo sin álbum            | [ 15 ] |
| "Moulin Ru! the Rusical!" (con el elenco de RuPaul's Drag Race, Temporada 14)           | 2022 | Moulin Ru! the Rusical! Album | [ 16 ] |
| "Catwalk (Cast Version)" (RuPaul ft. con el elenco de RuPaul's Drag Race, Temporada 14) | 2022 | Sencillo sin álbum            | [ 17 ] |
| "Check My Track Record"                                                                 | 2022 | Sencillo sin álbum            | [ 18 ] |

## Filmografía

### Televisión
| Año  | Título                                      | Papel             | Notas                                                           | Ref    |
| ---- | ------------------------------------------- | ----------------- | --------------------------------------------------------------- | ------ |
| 2022 | RuPaul's Drag Race (temporada 14)           | Concursante       | Tercer lugar                                                    | [ 19 ] |
| 2022 | RuPaul's Drag Race: Untucked                | Concursante       | Tercer lugar                                                    | [ 19 ] |
| 2022 | 41NBC News                                  | Ella misma        | Invitada                                                        | [ 20 ] |
| 2023 | KCAL News                                   | Ella misma        | Invitada                                                        | [ 21 ] |
| 2023 | RuPaul's Drag Race: All Stars (temporada 8) | Lip Sync Assassin | Episodio: "JOAN: The Unauthorized Rusical!"                     | [ 22 ] |
| 2023 | RuPaul's Drag Race All Stars: Untucked!     | Ella misma        | Episodio: "All Stars Untuked - JOAN: The Unauthorized Rusical!" | [ 22 ] |

### Series web
| Año  | Título                        | Papel      | Notas                                        | Ref           |
| ---- | ----------------------------- | ---------- | -------------------------------------------- | ------------- |
| 2021 | Meet the Queens               | Ella misma | Especial autónomo RuPaul's Drag Temporada 14 | [ 23 ]        |
| 2022 | Whatcha Packin'               | Ella misma | Invitada                                     | [ 24 ]        |
| 2022 | Binge Queens                  | Ella misma | Invitada                                     | [ 25 ]        |
| 2022 | Drag Transformation By Them   | Ella misma | Invitada                                     | [ 26 ]        |
| 2023 | göt2b’s Take It To The Runway | Ella misma | Invitada con Eureka O'Hara; 2 episodios      | [ 27 ] [ 28 ] |

### Vídeos musicales
| Año  | Título                  | Artista                                                    | Ref.   |
| ---- | ----------------------- | ---------------------------------------------------------- | ------ |
| 2022 | "Catwalk"               | RuPaul Feat. Bosco, Daya Betty, Lady Camden, & Willow Pill | [ 29 ] |
| 2022 | "Call Me Angie (Check)" | Feat. Ocean Kelly                                          | [ 30 ] |
| 2023 | "True Colors"           | Kylie Sonique Love                                         | [ 31 ] |

| Predecesora: Jimbo | Ganadora de RuPaul's Drag Race: All Stars 2024 | Sucesora: Ginger Minj |